# Occidental Hotel

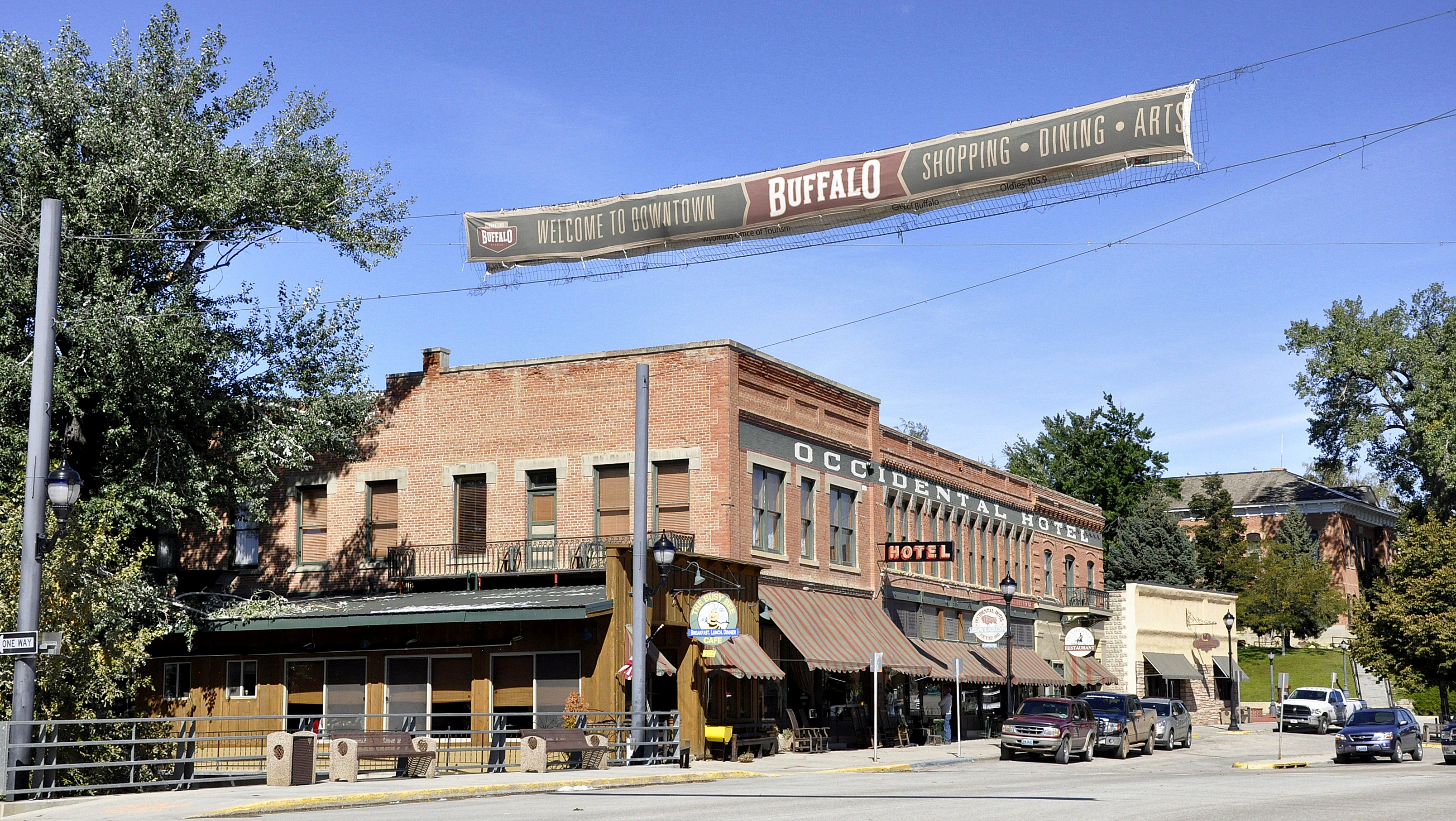
Het Occidental Hotel

Het Occidental Hotel is een hotel in de Amerikaanse plaats Buffalo in de staat Wyoming. Samen met de Sheridan Inn in Sheridan heeft dit hotel bekendheid in Wyoming omwille van de illustere gasten die hier in het verleden verbleven. Onder meer Calamity Jane, Buffalo Bill, Butch Cassidy, Ernest Hemingway en president Herbert Hoover overnachtten hier. Ook de jonge Theodore Roosevelt was een gast.

## Geschiedenis
Het rechtergedeelte van het hotel werd in 1903 opgetrokken (zie foto). Het middengedeelte is een uitbreiding van 1908 en de vleugel aan de linkerkant stamt uit 1910. In 1918 verkregen John en Al Smith (vader en zoon) de eigendom van het hotel na een pokerspel met hoge inzet in het saloon van het hotel. De twee mannen wisten niet wat doen met hun nieuwe eigendom en vroegen aan de vrouw van John, Margareth Smith, om het enkele maanden open te houden tot ze een koper vonden. Ze bleef er 58 jaar tot ze in 1976 op 92-jarige leeftijd overleed. Tot 1997 stond het leeg en verviel het gebouw. Dawn Wexo werd de nieuwe eigenares en kon het hotel in zijn vroegere glorie herstellen. Margareth Smith had de oude inrichting verstopt achter valse plafonds en panelen zodat de oude decoratie en plafonds relatief eenvoudig opnieuw zichtbaar konden worden. In het tinnen plafond van het saloon uit 1908 zijn nog steeds 23 kogelgaten te zien. De bar in het saloon is 8 meter lang.

## Afbeeldingen

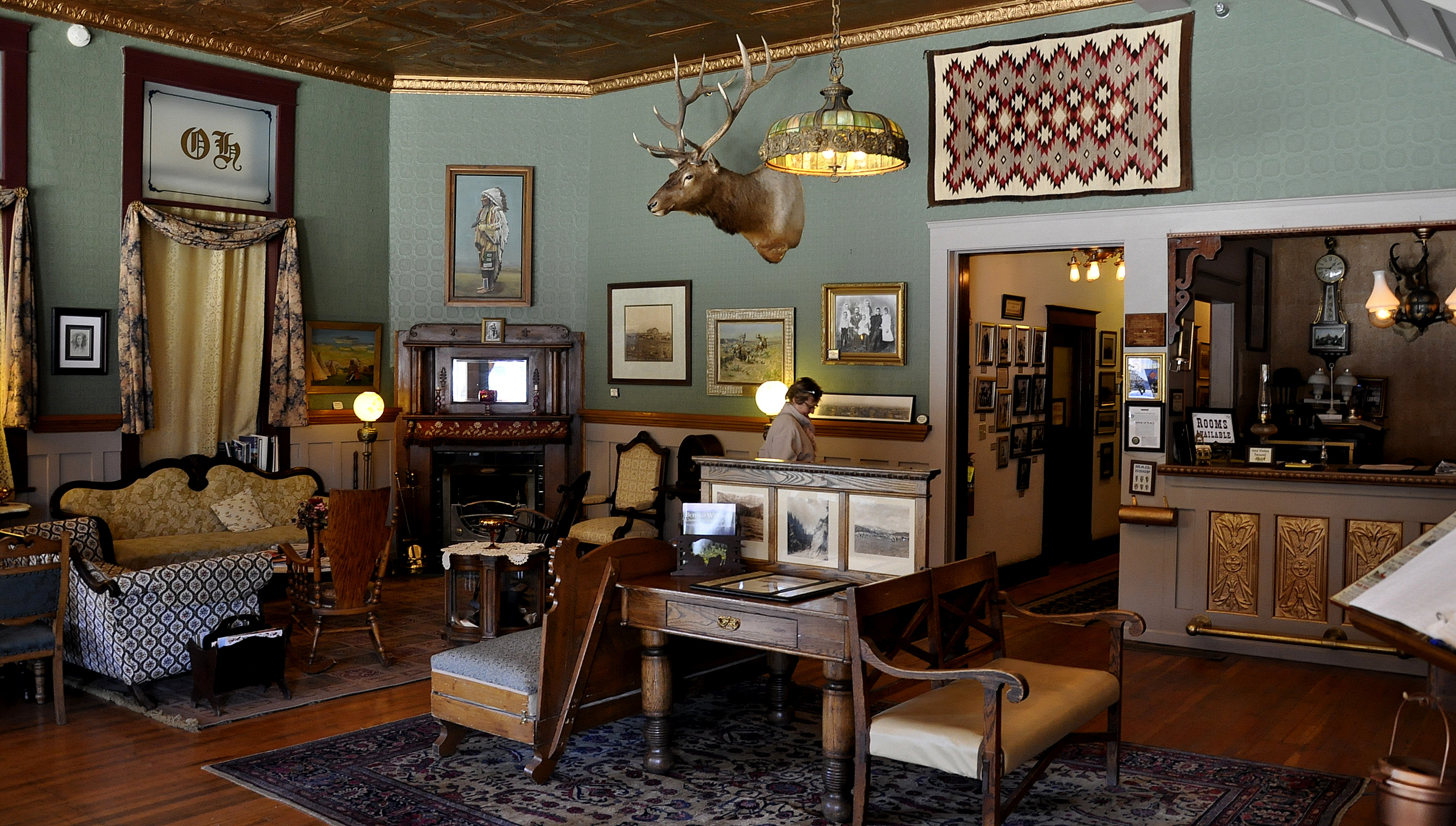
De lobby van het Occidental Hotel
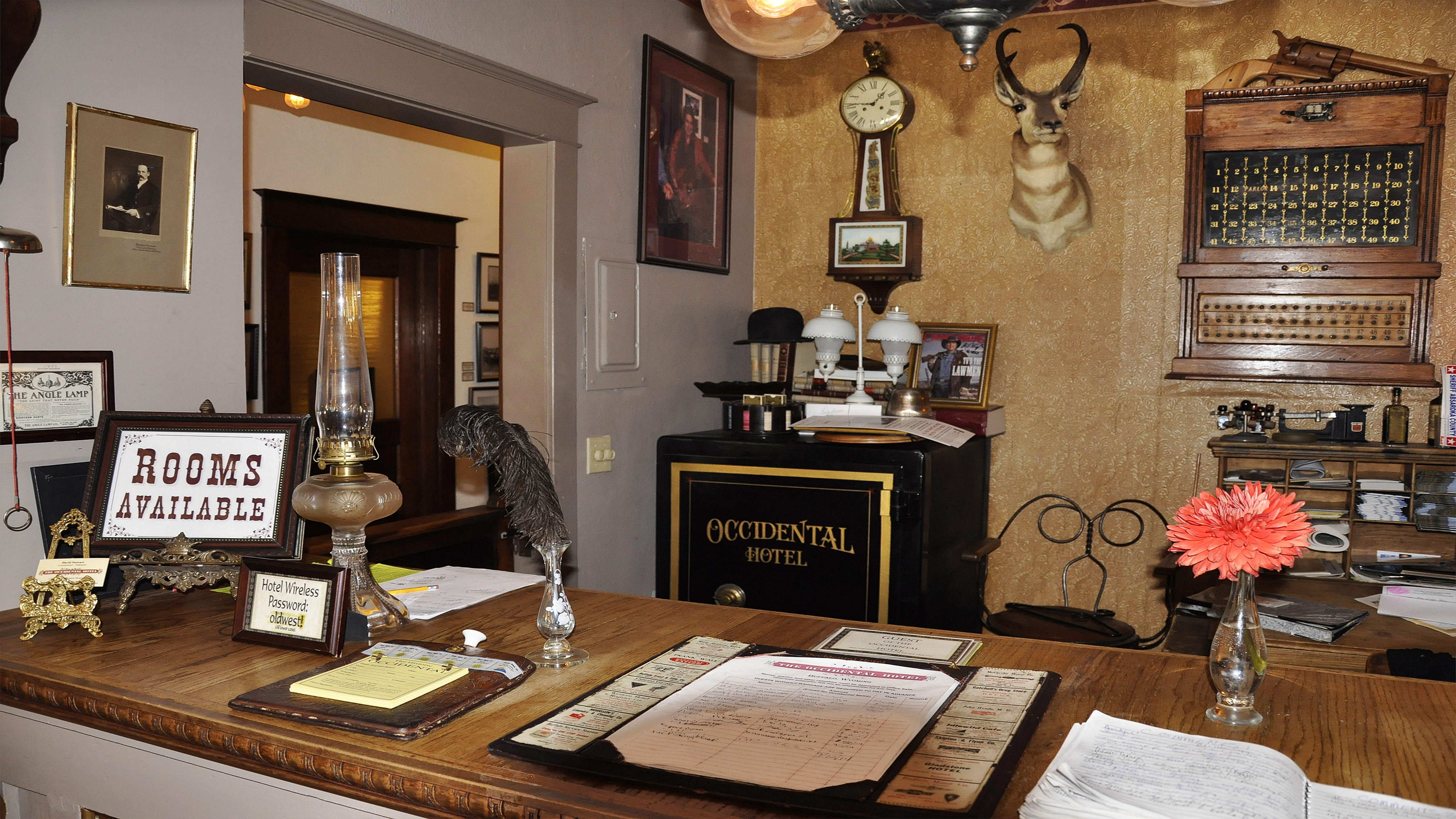
De balie van het Occidental Hotel
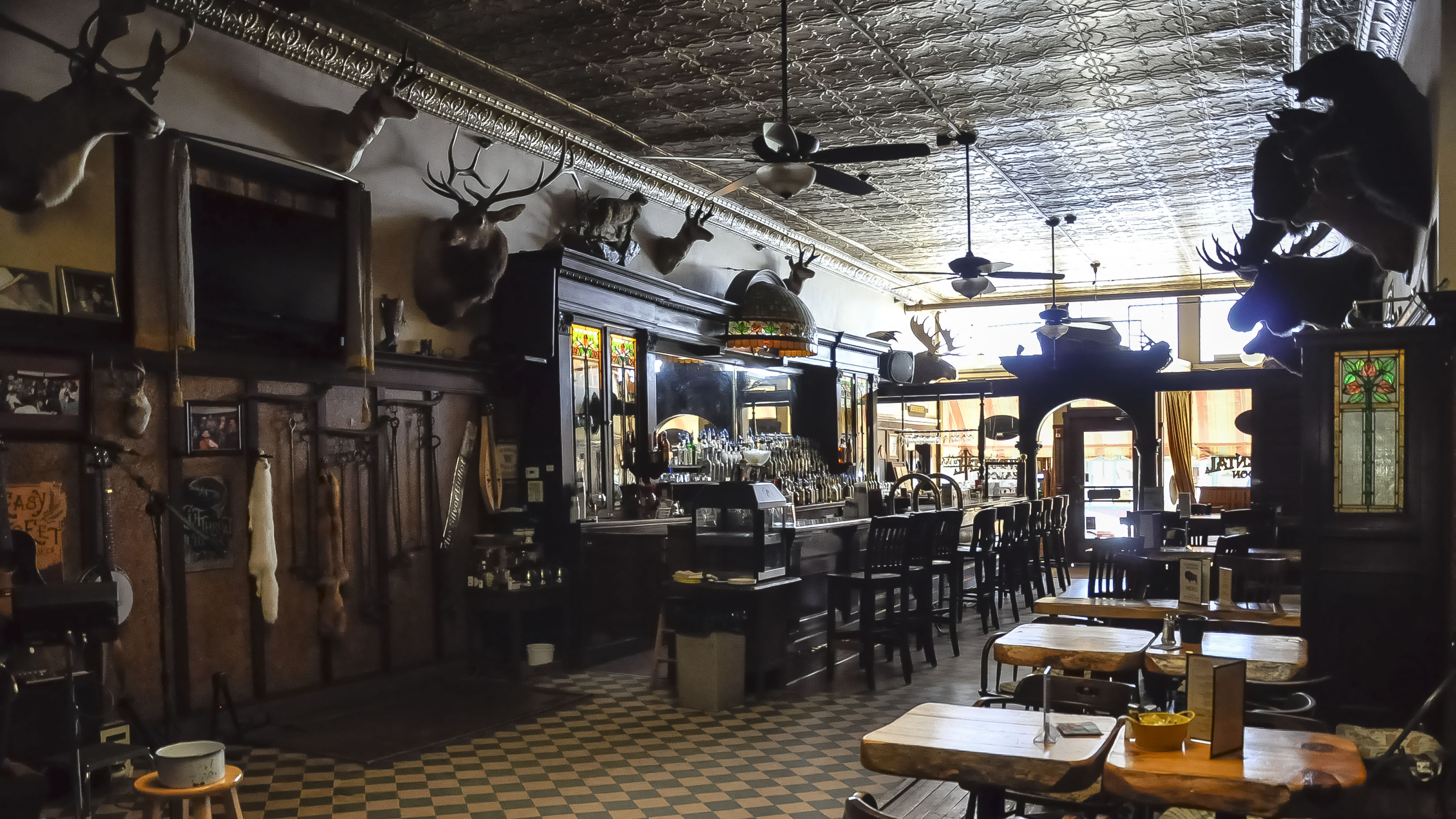
Het saloon van het hotel
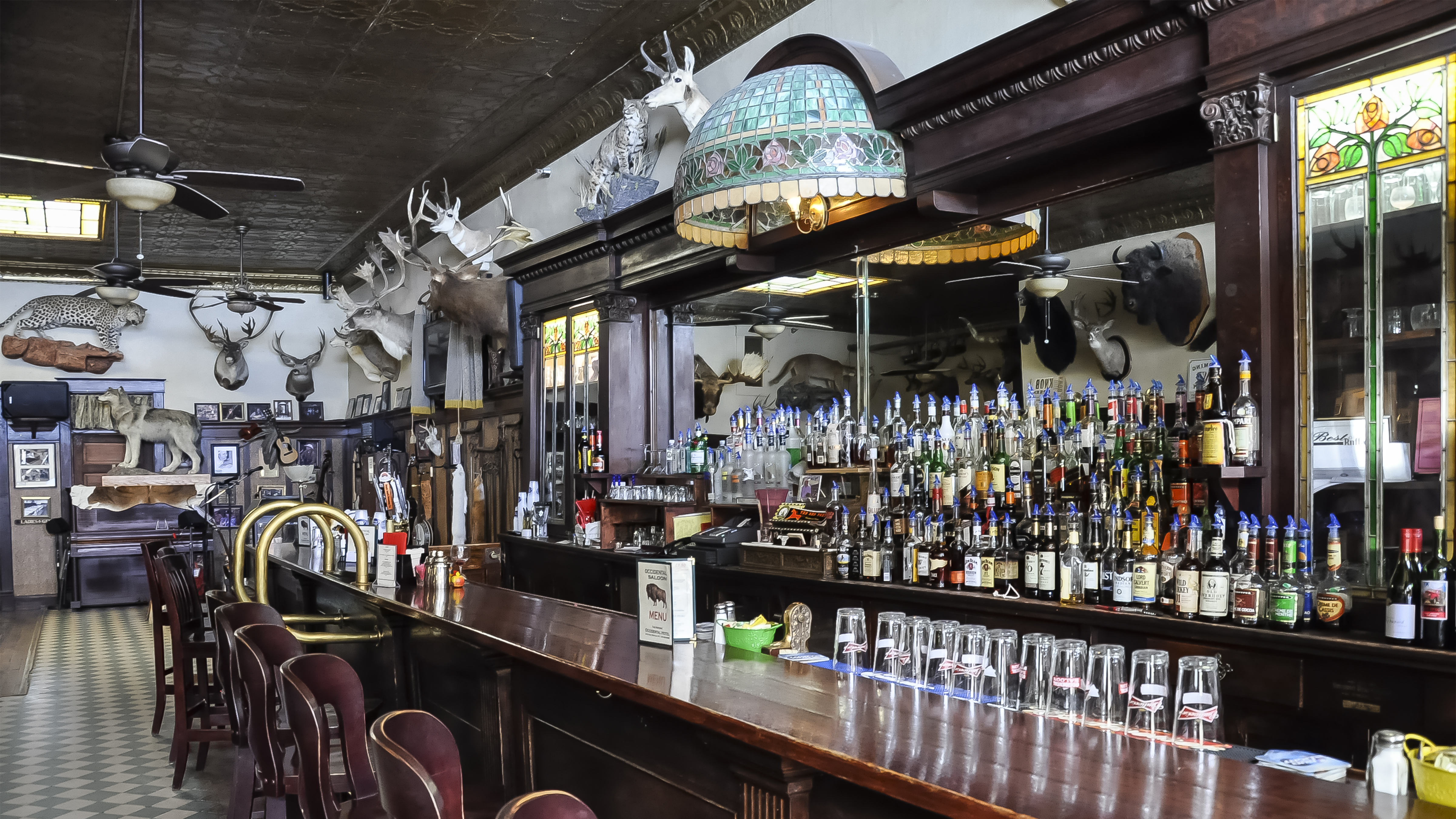
De bar